# Краснопіль (Нікопольський район)
Краснопі́ль — село в Україні, у Томаківській селищній громаді Нікопольського району Дніпропетровської області.
До 2016 року орган місцевого самоврядування — Зеленогайська сільська рада. Населення — 99 мешканців.

## Населення

### Мова
Розподіл населення за рідною мовою за даними перепису 2001 року:
| Мова            | Кількість | Відсоток |
| --------------- | --------- | -------- |
| українська      | 92        | 92.93%   |
| російська       | 6         | 6.06%    |
| інші/не вказали | 1         | 1.01%    |
| Усього          | 99        | 100%     |

## Географія
Село Краснопіль примикає до села Тарасівка, на відстані 1,5 км розташоване село Новокраснопіль. Поруч проходить автошлях Р73.